# Aname inimica
Espèce
Aname inimica est une espèce d'araignées mygalomorphes de la famille des Anamidae.

## Distribution
Cette espèce est endémique de Nouvelle-Galles du Sud en Australie. Elle se rencontre d'Armidale à Pilliga et de Mendooran à Moree.

## Description
La carapace du mâle holotype mesure 8,88 mm de long sur 7,50 mm et l'abdomen 8,00 mm de long sur 5,63 mm et la carapace de la femelle paratype mesure 9,52 mm de long sur 7,93 mm et l'abdomen 11,40 mm de long sur 6,50 mm.
Le mâle décrit par Wilson, Harvey, Simmons et Rix en 2025 mesure 20,17 mm et la femelle 29,24 mm.

## Systématique et taxinomie
Cette espèce a été décrite par Raven en 1985.

## Publication originale
- Raven, 1985 : « A revision of the Aname pallida species-group in northern Australia. » Australian Journal of Zoology, vol. 33, no 3, p. 377-409.